# 張天翔
張 天翔（ちょう てんしょう、チョウ テンショウ、1979年3月2日 - ）は、(株)Z
所属の中国人タレント。身長173cm、血液型A型。
趣味はビリヤード、サッカー、映画鑑賞。中国語（北京語）、日本語を話すことができる。

## 出演歴

### テレビドラマ
- ドリーム☆アゲイン（2007年、日本テレビ） - 朝日奈孝也
- 男装の麗人〜川島芳子の生涯〜（2008年、テレビ朝日）
- OLにっぽん（2008年、日本テレビ） - 中華屋中国人
- 鄭蘋如の真実（2008年、日本テレビ）
- 遥かなる絆（2009年、NHK）
- 不毛地帯（2009年、フジテレビ）
- チェイス〜国税査察官〜（2010年、NHK）
- 月の恋人〜Moon Lovers〜（2010年、フジテレビ）
- 謎解きはディナーのあとでSP（2012年、フジテレビ）
- 開拓者たち（2012年、NHK BS）
- メイドインジャパン（2013年、NHK）
- ハニー・トラップ（2013年、フジテレビ） - 謎の男
- 遠い約束〜星になったこどもたち〜（2014年、TBS）
- 天皇の料理番（2015年、TBS） - 満州国官吏
- DOCTORS〜最強の名医〜 第3シリーズ第4話（2015年、テレビ朝日）
- ディアスポリス 第3話（2016年、MBS）
- レンタル救世主 第3話（2016年、日本テレビ）
- 光る君へ（2024年、NHK大河ドラマ）

### 映画
- 新宿インシデント（2009年） - コウの部下
- 東京島（2010年） - ウォン
- 明日に架ける愛（2012年） - 朱江の上司
- 桜並木の満開の下に（2012年）
- ラストレシピ〜麒麟の舌の記憶〜（2017年） - 劉泰星
- セカイイチオイシイ水〜マロンパティの涙（2019年9月21日公開予定- ）- ワン社長 役

### CM
- BOSS 缶コーヒー
- Sony パソコン
- 東京電力
- トヨタ自動車「ReBORN」編
- ジャッキー・チェン出演キリンCM「のどごし〈生〉カンフースター篇」テーマ曲 作詞・歌唱

### その他
- Panasonic ビデオカメラCM中国語ナレーション
- 東京濾器 VP中国語ナレーション
- ブリヂストン 中国語版CM歌